# Kathleen Heddle
Kathleen Heddle, född den 27 november 1965 i Trail i Kanada, död 11 januari 2021
i Vancouver, var en kanadensisk roddare.
Hon tog OS-guld i dubbelsculler i samband med de olympiska roddtävlingarna 1996 i Atlanta.